# Raya Airways
Raya Airways ist eine malaysische Frachtfluggesellschaft mit Sitz in Kuala Lumpur und Basis auf dem Flughafen Kuala Lumpur.

## Geschichte
Raya Airways wurde im November 1993 als Transmile Air Services gegründet. 1996 wurde Transmile durch das malaysische Verkehrsministerium zur nationalen Frachtfluggesellschaft ernannt. 2014 wurde sie in Raya Airways umbenannt.

## Flotte

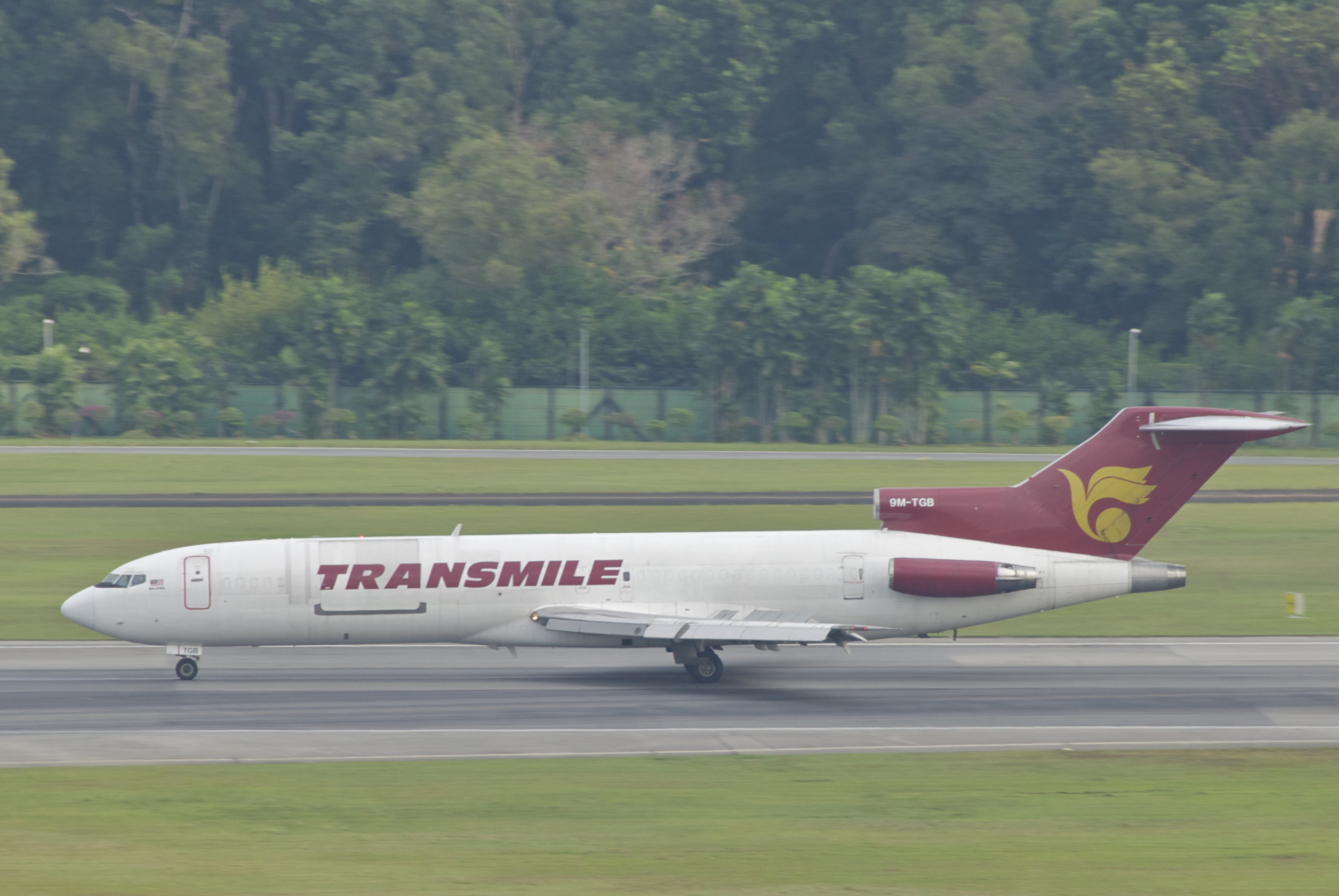
Boeing 727-200 der Raya Airways noch in den Farben der Transmile Air Services

Mit Stand Juli 2025 besteht die Flotte der Raya Airways aus acht Frachtflugzeugen mit einem Durchschnittsalter von 34,9 Jahren:
| Flugzeugtyp        | Anzahl | Bestellt | Anmerkungen   | Durchschnittsalter |
| ------------------ | ------ | -------- | ------------- | ------------------ |
| Airbus A321P2F     | 3      |          | einer inaktiv | 23,2 Jahre         |
| Boeing 767-200BDSF | 5      |          | eine inaktiv  | 41,9 Jahre         |
| Boeing 767-300F    |        | 1        |               |                    |
| Gesamt             | 8      | 1        |               | 34,9 Jahre         |

### Ehemalige Flugzeugtypen
(Quelle: )
- Boeing 727-200
- Boeing 737-200
- Boeing 737-400SF
- Boeing 757-200F
- McDonnell Douglas DC-10-30F
- McDonnell Douglas MD-11F